# مغاث عجمي
مُغَاث عجمي أو مغاث أو دومبية عربية أو مغات (الاسم العلمي: Glossostemon bruguieri)، هو نوع من النباتات المُزهرة المنتمية إلى فصيلة الخبازية. هي شجيرة ذات جذور كثيفة وطويلة داكنة اللون بطول 70-100 سم وعرض 5-8 سم، توجد في اليمن، إيران، العراق، مصر، السعودية، وتركيا، والمغرب. تسمى جذور المغاث العجمي المقشرة في مصر والدول العربية (مُغاث). تستخدم الجذور بشكل شائع في الطب التقليدي لقيمته الغذائية المتعددة والطبية.